# Arctosa meitanensis
Arctosa meitanensis is een spinnensoort in de taxonomische indeling van de wolfspinnen (Lycosidae). De wetenschappelijke naam van de soort werd voor het eerst geldig gepubliceerd in 1993 door Chang-Min Yin et al..